# 2-je Biezlesnoje
2-je Biezlesnoje, także Wtoroje Biezlesnoje (ros. 2-е Безлесное, Второе Безлесное) – wieś (ros. деревня, trb. dieriewnia) w zachodniej Rosji, w sielsowiecie lebiażenskim rejonu kurskiego w obwodzie kurskim.

## Geografia
Miejscowość położona jest nad rzeką Młodać (lewy dopływ Sejmu), 2 km od centrum administracyjnego sielsowietu (Czeriomuszki), 13 km na południowy wschód od Kurska, 8 km od trasy europejskiej E38 (Ukraina – Rosja – Kazachstan).
We wsi znajdują się 52 posesje.
Klimat
Miejscowość, jak i cały rejon, znajduje się w strefie klimatu kontynentalnego z łagodnym ciepłym latem i równomiernie rozłożonymi opadami rocznymi (Dfb w klasyfikacji klimatów Köppena).

## Demografia
W 2010 r. wieś zamieszkiwało 65 osób.